# Friedrich Wilhelm Nottebohm
Friedrich Wilhelm Nottebohm (* 10. April 1808 in Wattenscheid; † 18. Oktober 1875 in Berlin) war ein deutscher Architekt, Ingenieur und Gewerbepolitiker.

## Leben
Friedrich Wilhelm Nottebohm war der Sohn des Mechanikers George Wilhelm Nottebohm (1778–1852). Er besuchte bis 1821 die Elementarschule in Wattenscheid und machte eine Ausbildung in der Werkstatt seines Vaters. 1821 ging er an die Höhere Bürgerschule in Bochum und begann 1823 als Baueleve beim Bochumer Wegebaumeister Wilhelm Dieckhof. Ab 1829 machte er eine Feldmesserlehre und legte 1834 das Examen ab. Es folgte ein Studium an der Allgemeinen Bauschule in Berlin, das er mit dem Vorexamen zum Land- und Wegebaumeister abschloss. Anschließend besuchte er das Berliner Gewerbeinstitut, wo er Schüler von Peter Beuth war. 1837 reiste im Auftrag Beuths durch die Rheinprovinz und Westfalen, um Fabrik- und Hüttenanlagen sowie die Dampfmaschinentechnik zu studieren. 1840 bestand er die Prüfung zum Land- und Wasserbauinspektor mit Auszeichnung. Er spezialisierte sich im Eisenbahnwesen, der Telegraphie und der Gewerbepolitik und unternahm Reisen in die preußischen Westprovinzen, nach England und nach Frankreich. 1842 wurde er Assessor bei der Deputation für das Gewerbe und Mitglied der Direktion der Berlin-Anhaltischen Eisenbahn. 1848 erhielt er seine erste etatmäßige Anstellung als Regierungs- und Baurat bei der preußischen Eisenbahn. 1849 wurde er technisches Mitglied der Königlichen Telegraphendirektion -wo gleichzeitig Werner von Siemens wirkte- und von 1850 bis 1856 deren Vorsteher. In dieser Funktion baute er das erste leistungsfähige ober- und unterirdische Telegraphennetz und führte den Morsetelegraphen in Preußen ein. Maßgeblichen Anteil hatte er an der Gründung des deutsch-österreichischen Telegraphen-Vereins, dem ersten wirksamen Schritt zur Internationalisierung des Telegraphenverkehrs.
Persönliche Rivalitäten Nottebohms zu Werner von Siemens führten zu einem Boykott der Firma Siemens und Halske durch die preußische Telegraphenverwaltung, worauf das Unternehmen schließlich in einem Schreiben vom 15. November 1856 an das preußische Handelsministerium die Entfernung Nottebohms aus seiner Position beantragte.
1856 wechselte er mit der Ernennung zum Geheimen Oberbaurat und Vortragenden Rat in das Ministerium für Handel, Gewerbe und Bauwesen und war gleichzeitig von 1856 bis 1867 Direktor des Gewerbeinstituts (ab 1866 Gewerbeakademie). Ab 1868 war er Leiter des gewerblichen Unterrichtswesens im Handelsministerium.
Seine Ehefrau, geborene Biltz, betitelt Frau Geheime Ober-Baurätin Nottebohm zu Berlin wurde mit dem für 1866 gefertigten Louisenorden der zweiten Klasse in der zweiten Abteilung ausgezeichnet. Die Familie wohnte in der Hohenzollernstraße, heute Hiroshimastraße, in Berlin-Tiergarten.

## Werke
- Sammlung von Zeichnungen einiger ausgeführten Dampfkessel und Dampfmaschinen nebst Beschreibung derselben, J. Petsch, Berlin, 1841 Google-Book
- Chronik der Königlichen Gewerbe-Akademie zu Berlin, Festschrift zur Feier des fünfzigjährigen Bestehens der Anstalt, R. v. Decker, Berlin, 1871 Google-Book